# Parafia św. Jana Chrzciciela w Zdunach
Parafia Świętego Jana Chrzciciela w Zdunach – parafia rzymskokatolicka należąca do dekanatu Zduny diecezji kaliskiej. Została utworzona w 1261. Kościół parafialny  barokowy zbudowany w latach 1719–1730, wyposażenie wnętrza barokowe i  rokokowe.

## Lista proboszczów parafii
- Ks. Bolesław Jaśkowski (1918 – 1926)
- Ks. Stanisław Michalski (1927 – 1931)
- Ks. Jan Pewniak (1931 – 1942)
- Ks. Alfons Ptak (1942 – 1945)
- Ks. Stanisław Możejko (1945 – 1946)
- Ks. Wiktor Koperski (1946 – 1949)
- Ks. Zbigniew Szuberlak (1949 – 1952)
- Ks. Marian Kwiatkowski (1952 – 1983)
- Ks. Jan Orpel (1983 – 2003)
- Ks. Andrzej Nowak (2003 – 2014)
- Ks. Krzysztof Śliczny (2014 – nadal sprawuje urząd)